# フローヤ (機雷敷設艦)
フローヤ (Frøya) はノルウェー海軍の機雷敷設艦。　

## 艦歴
ホルテンの海軍造船所で第一次世界大戦中に建造された。1916年6月20日進水。1918年7月1日就役。

### 第二次世界大戦
ドイツ軍のノルウェー侵攻時、「フローヤ」はフィンマルクからオスロフィヨルドにあるホルテンの海軍基地へ向かっている途中であり、1940年4月8日にトロンハイムフィヨルド入り口であるオーランドのブレクスタ港に停泊した。悪天候のため艦長T. Schrøder-Nielsenは機雷を満載した状態でHustadvika湾を横切ることを嫌い、ブレクスタで一晩過ごすことにした。
4月9日、ドイツ軍が襲来しフローヤ乗員はトロンハイムへと向かうドイツ軍艦艇を目撃した。「フローヤ」はStjørnfjordへ移動。そこで爆撃や陸上からの砲撃を繰り返しうけた。4月13日、Schrøder-Nielsenはもはや望みは絶たれたと判断し、艦をドイツの手に渡さないようにするため自沈を命じた。一部の装備品や機雷を運び出した後、艦をSøtvikaの岸に全速で突っ込ませ、バルブを開放し、爆薬で艦を破壊した。
それから少しして、ドイツ潜水艦「U34」が「フローヤ」を発見し、復旧可能と判断したことから魚雷を打ち込んだ。

## 要目
- 排水量　595トン
- 全長　75.3m
- 全幅　8.2m
- 吃水　2.8m
- 機関　三段膨張蒸気機関2基、6000hp
- 速力　22ノット
- 乗員　78
- 兵装　
  - 建造時　10cm砲×4、46cm魚雷発射管×2、機雷180
  - 後日追加　76mm砲×1

## 文献
- Abelsen, Frank (1986) (Norwegian, English). Norwegian naval ships 1939-1945. Oslo: Sem & Stenersen AS. ISBN 82-7046-050-8